# Битва за Грозний (1994—1995)
Битва за Грозний — епізод Першої російсько-чеченської війни, під час якого тривали запеклі бої за столицю Ічкерії місто Грозний .
Військові РФ задіяли близько 250 одиниць бронетехніки. Вони атакували місто з чотирьох сторін: північної (генерал Костянтин Пуликовський), західної (генерал Іван Бабічев), північно-східної (генерал Лев Рохлін) і східної (генерал-майор Микола Стаськов).

## Підготовка до битви
Для штурму Грозного російські війська були розділені на чотири групи: «Північ» — під командуванням генерала Костянтина Пуликовського, «Північний схід» — під командуванням генерала Лева Рохліна, «Захід» — під командуванням генерала Івана Бабічева та «Схід» — під командуванням генерала Миколи Стаськова. Ідея штурму полягала в атаці з трьох напрямків, східного, західного та північного, з метою увійти в місто, захопити президентський палац, залізничний вокзал та інші важливі будівлі.
Автором плану оборони міста Чечні був Аслан Масхадов — колишній полковник радянської армії, начальник штабу Дудаєва. У жовтні і листопаді 1994 року керував обороною Грозного під час нападів опозиції на місто — він мав певний досвід бойових дій у місті. З огляду на величезну диспропорцію сил, він відмовився від класичної лінійної оборони на користь т. зв. «Мобільної оборони», тобто невеликих груп військових, які раптово атакують противника в різних районах міста.

## Битва

### Перший наступ
31 грудня після короткого та неефективного повітряного обстрілу росіяни увійшли до міста трьома великими колонами. Кілька тисяч солдатів, 250 танків та інших машин, без підтримки авіації, детальних карт та розвідки, перемістилися до центральної частини міста — Президентського палацу Дудаєва. За планом Масхадова, броньовані та механізовані російські війська були впущені вглиб міста, потім атаковані та де-факто знищені. Витягнуті колони, майже без прикриття, стали легкою мішенню для невеликих груп чеченців, які знали місто дуже добре, озброєні автоматами, снайперськими гвинтівками і, перш за все, гранатометами (також були успішно використані пляшки із запальною рідиною). У штурмових загонах панував хаос, танки бродили вулицями Грозного, стаючи легкою мішенню для оборонців міста. Росіяни були оточені невеликими групами, в різних частинах міста, і лише наступного дня з великими втратами вони вирвалися з оточення, залишивши місто.
Атака була некоординованою, бракувало взаємодії між різними видами військ, ударними групами в штурмових підрозділах. Танки не були належним чином прикриті піхотою, що стало вирішальним у випадку міських боїв. Піхота, замість того, щоб супроводжувати танки, або не встигала за транспортними засобами, або ховалася в будівлях через страх вогню від снайперів, які розташовувались у вікнах, або від власної артилерії. Артилерія без точних координаторів часто обстрілювала власні підрозділи. Чеченці глушили радіозв'язок або давали неправдиві накази російською мовою. Часто російське командування взагалі не контролювало ситуацію.
Під час першого штурму 131 ОМБ із північної групи зазнала найбільших втрат. Відрізана в районі залізничного вокзалу і розпорошена на невеликі групи, вона втратила 190 солдатів, 20 з 26 танків, 102 із 120 БТРів та всі 6 комплектів ЗРГК («Тунгуска»).
Російські втрати в першій атаці оцінювались у 150—200 бойових машин та близько 1000 солдатів. Враховуючи те, що вони стикалися з групами озброєних цивільних осіб, першу спробу захоплення міста можна оцінити як провал.

### Другий наступ
До вечора 2 січня чеченські війська по суті знищили російські війська в столиці. Протягом наступних двох днів бої точились в окремих районах міста, переважно на околицях. 5 січня вранці розпочався черговий обстріл столиці, а через день (6 січня) черговий масовий напад. Однак цього разу росіяни зробили висновки з уроків «новорічної ночі» і докорінно змінили тактику. Вони сформували штурмові групи по 10-100 чоловік та за підтримки авіації та артилерії атакували вибрані об'єкти у місті. Тільки після того, як вони були захоплені, інші підрозділи увійшли та «зачистили» решту кварталів. Захопивши центр, росіяни розпочали атаку на головний пункт оборони — президентський палац, який вже набув символічного значення. Палаючу залізобетонну будівлю, скоріше фортецю, ніж палац, захопили лише 19 січня. Сам Дудаєв, незважаючи на те, що перебував у будівлі під час боїв, зумів втекти з неї. Лише 24 січня росіяни закрили кільце оточення навколо Грозного та відрізали місто від решти країни. Остаточний контроль над столицею вони отримали 13 лютого.

## Галерея

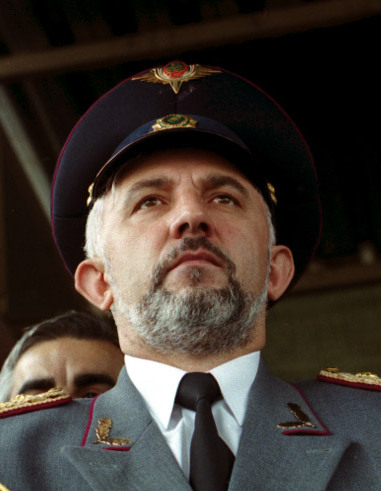
Командувач оборони Грозного Аслан Масхадов
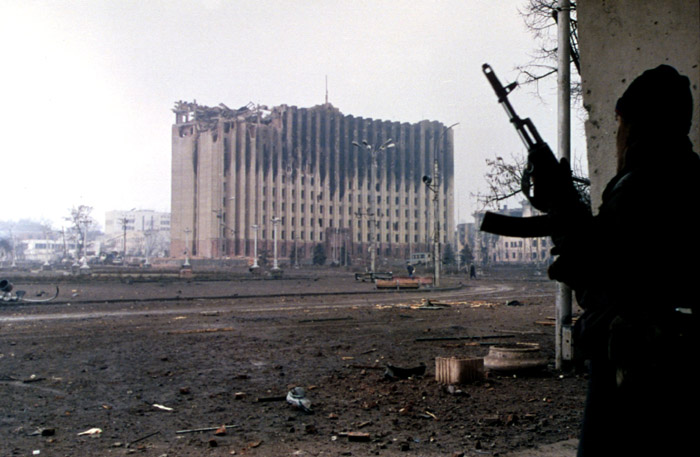
Президентський палац, січень 1995
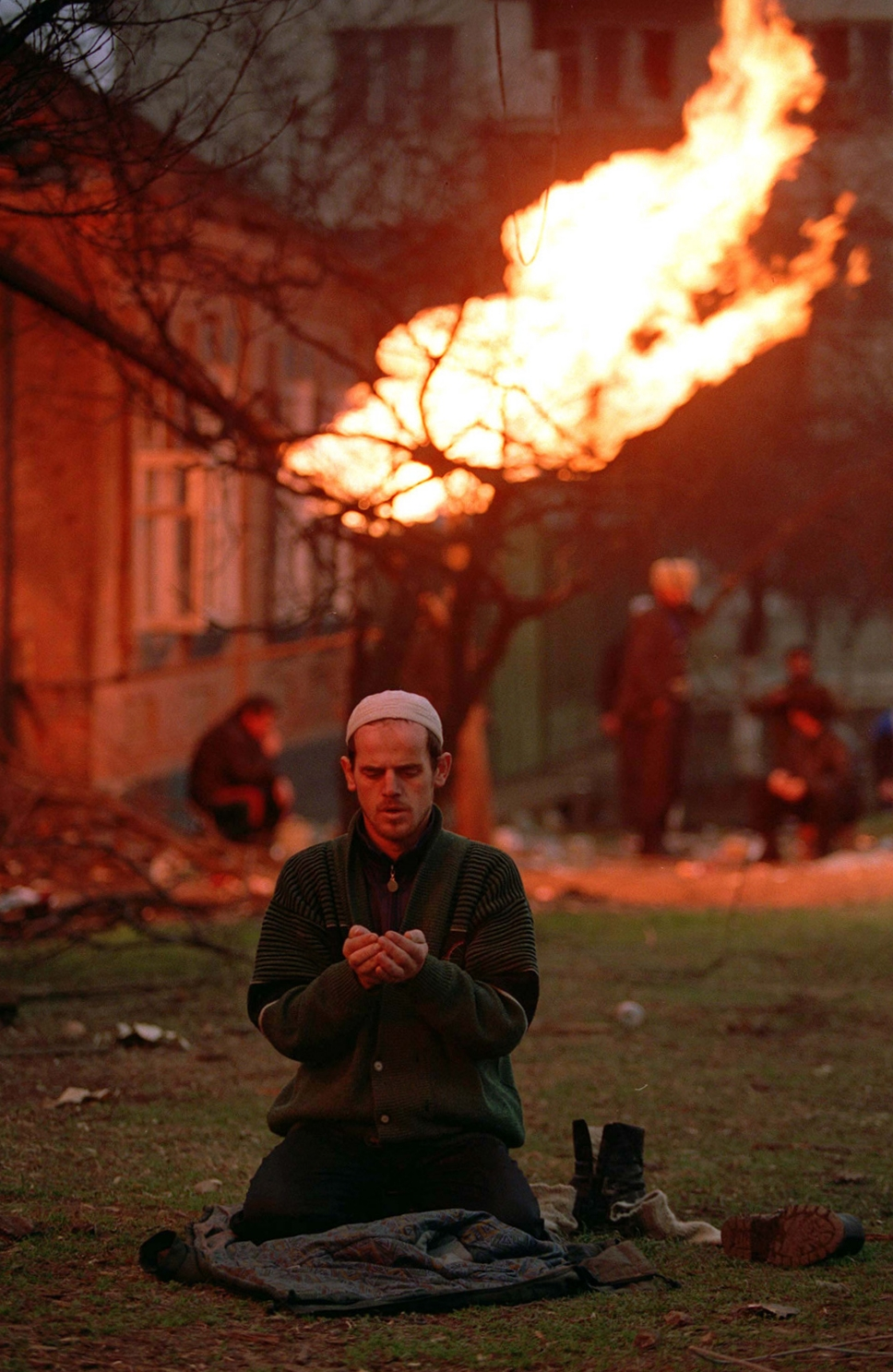
Чеченець здійснює намаз на фоні палаючої газової труби, січень 1995
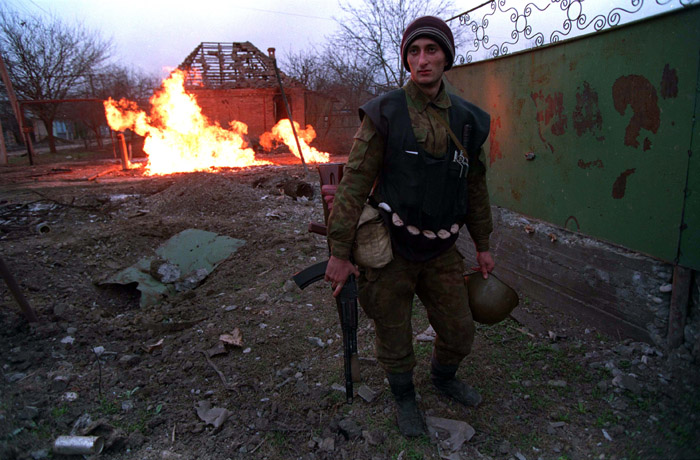
Чеченський солдат, січень 1995